# Voltaire
Voltaire, vlastním jménem François Marie Arouet (21. listopadu 1694, Paříž – 30. května 1778, Paříž), byl osvícenský francouzský filozof, básník a spisovatel.
Je po něm pojmenován kráter Voltaire na Deimu, měsíci planety Mars.

## Životopis
Vyrostl v rodině notáře Françoise Aroueta, sám však tvrdil, že jeho skutečným otcem byl blíže neznámý důstojník jménem Rochebrune. Matku Marii Marguerite d'Aumart ztratil, když mu bylo sedm let. Jeho vztah k otci i bratru Armandovi, o kterém se toho jinak celkem nic neví, byl chladný a lhostejný. Skutečným vychovatelem se mu stal jeho kmotr, abbé de Châteauneuf, skeptik, požitkář a milovník života. Tento kněz jej také uvedl do vyšší společnosti, když jej seznámil s vlivnou kurtizánou Ninon de Lenclos, které tehdy bylo 84 let.
Vystudoval s výborným prospěchem jezuitskou Kolej Ludvíka Velikého. Velký dojem na něj učinily poslední roky vlády Ludvíka XIV., zejména náboženské pronásledování. Poté, co dokončil studia, se stal tajemníkem francouzského velvyslanectví v Haagu. Zde však na něj padlo podezření z milostné pletky s velvyslancovou dcerou, a byl odeslán zpět do Paříže, kde se záhy stal známým autorem epigramů a posměšných pamfletů. Přestřelil ovšem sepsáním posměšku na účet vévody Filipa II. z Orleánsu, po jehož zásahu byl téměř na celý rok 1717 uvězněn v Bastile. Ve skutečnosti však došlo k omylu: vévoda se stal vděčným terčem satiry a Voltaire strávil 11 měsíců v žaláři za spisek z pera jiného, neodhaleného autora. Zde rovněž vymyslel své autorské jméno, údajně přesmyčkou písmen latinského zápisu jeho vlastního jména, Arovet L.I. („le jeune“, tj. mladší).
Už jeho první drama Oidipus (1718) se setkalo se značným ohlasem. Povzbuzen chválou, začal pracovat na poémě Henriada, která nicméně v jeho díle zůstala jako literární poklesek imitující styl antických poém. S tím, jak se v pařížských salónech tříbil jeho politický i náboženský světonázor, rostlo Voltairovo zaujetí svobodomyslnou cizinou, která nastavovala zrcadlo nespravedlivým sociálním pořádkům v jeho rodné zemi. Již při druhém delším pobytu v Holandsku v roce 1722 zakusil ducha tolerance a svobodného podnikání, dostalo se mu zde i vřelého přijetí v literárních, obchodních a šlechtických kruzích. Zcela pak propadl kouzlu Británie, která byla na svou dobu mimořádně tolerantní a nábožensky nezávislá na vlivu Říma. Začal se učit anglicky, navštívil v Londýně toryovského politika a filozofa vikomta Bolingbroka (1678–1751),
který na něj učinil ohromný dojem. V roce 1726 se Voltaire opět zapletl. Jeho vtip tentokrát trefil jednoho z nejmocnějších příslušníků pařížské nobility, známého knížete Rohana. Voltaire byl zbit, krátce vržen do Bastily a vypovězen z Paříže. Logickým cílem se stala Británie, kam odcestoval 5. května 1726. Během téměř tříletého pobytu v Británii (1726–1729) poznal anglickou společnost té doby, významné osobnosti, Popea a Swifta, studoval anglickou filozofii, vědu i písemnictví, četl Locka, Bacona, Berkeleye, Newtona, studoval trochu matematiky a mechaniky, zajímal se rovněž o shakespearovské divadlo.

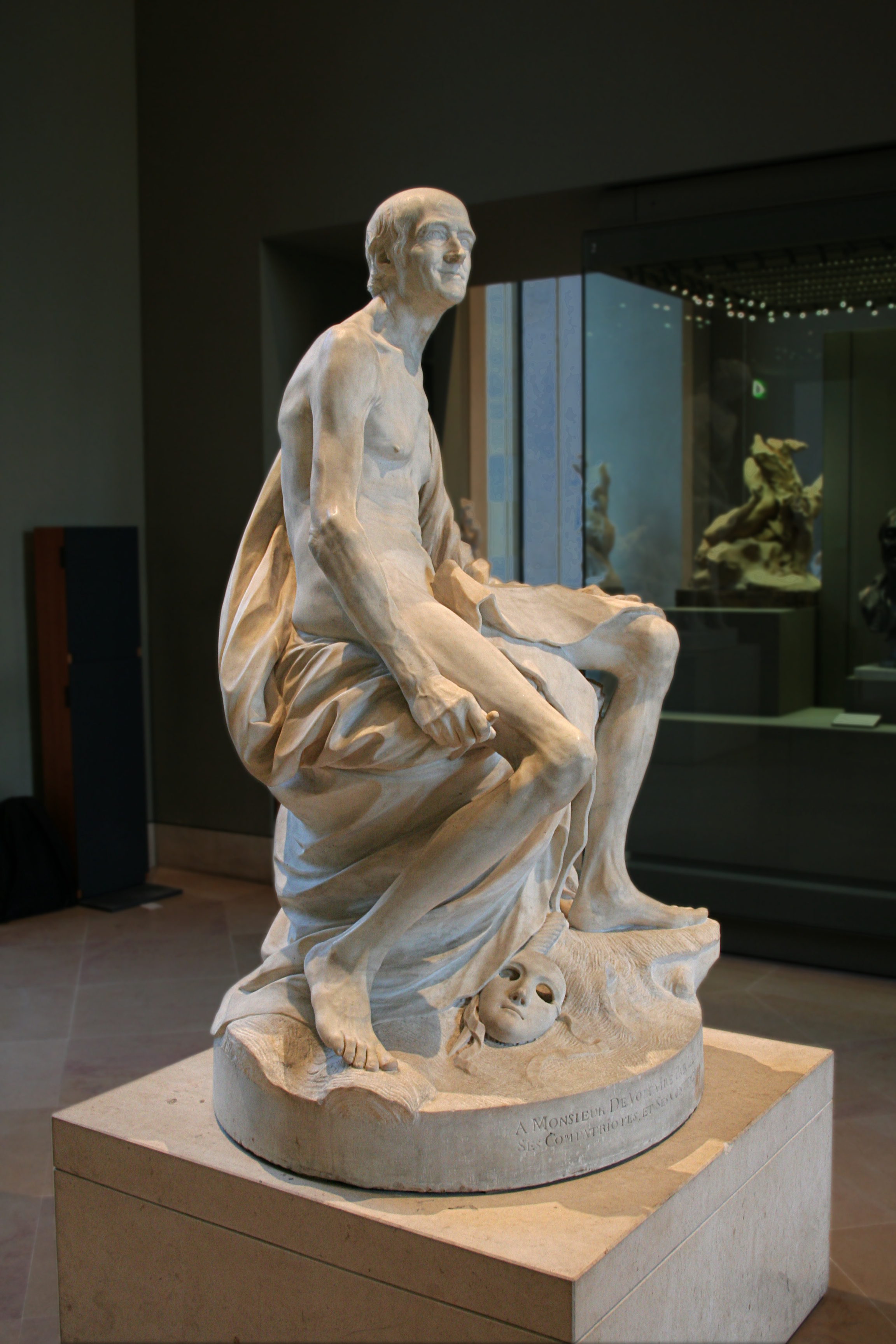
Nahý Voltaire (Jean Baptiste Pigalle, 1776)

Po návratu do Francie se realizoval především jako dramatik, zajímal se také o dějiny a píše Historii Karla II. Jeho dramata (Smrt Césara, Zaira aj.) měla ve své době velký ohlas, dnes jsou nicméně pozapomenuta jen s malou nadějí na opětovné vzkříšení. V roce 1734 Voltaire veřejně vystupuje jako nezávislý myslitel otištěním Filosofických listů o Angličanech. Jeho hlavním terčem se stala nesvoboda, politický útlak a náboženské tmářství. V podobném duchu jako Hobbes, i Voltaire útočil na scholastickou metafyziku, zařadil i nesmrtelný výpad proti tehdy populární filosofii Pascalově. Encyclopædia Britannica tvrdí, že touto knihou určil podstatné rysy a směr moderního myšlení. Filosofické listy vyvolaly skandál: pařížský parlament nařídil jejich spálení a vypátrání dosud anonymního autora.
Za těchto okolností našel Voltaire útočiště na zámku markýzy de Châtelet na pomezí Champagne a Lotrinska. Tato velmi půvabná žena, studovaná v matematice a fyzice, se stala jeho dlouholetou múzou a ochránkyní. Zde sepsal mj. své drama Mohamed, jeden z nejprudších útoků na zjevená náboženství. Aby odvrátil útoky jezuitů, věnoval autor své dílo pokrytecky papeži. Na zámku vznikla i Voltairova La Pucelle, rouhavá satira na účet francouzské národní hrdinky Johanky z Arku, kterou se myslitel osmělil uveřejnit až po letech. Legenda tvrdí, že Voltaire měl na zámku vždy připravené koně pro případný útěk (Voltairovi se ostatně pro jeho neklidný život poznamenaný po téměř 60 let vynucenými změnami působiště přezdívalo „létající filosof“).
Ve čtyřicátých letech, v době, kdy Voltairova sláva a rostoucí prestiž změnila jeho poměr ke dvoru (směl se vrátit do Paříže a stal se mimo jiné i členem Francouzské akademie), navázal kontakt s pruským princem Fridrichem, pozdějším králem vší Prusi Fridrichem II. Velikým, na jehož dvoře v Postupimi působil v letech 1750–1753. Obdržel zde vysokou královskou penzi a okouzlen svobodným prostředím se věnoval divadlu a psaní. Jejich spolupráce však skončila roztržkou a definitivním odcizením filosofa a monarchy, který svého hosta v narážce na jeho dohasínající slávu nazval vymačkaným pomerančem, jehož slupku po vypití šťávy odhodíme. Voltaire se pak vyslovil, že panovníkovy „dobré úmysly ulétaly již při prvním zaznění polnice“. Voltairova pozice u pařížského dvora byla velmi vratká až do jeho smrti, a to i přes podporu a ochranu mocné markýzy de Pompadour, která byla zřejmě tou pravou překážkou, stojící francouzským katolickým kruhům v cestě k Voltairovu zavraždění. V roce 1764 publikoval svůj Filosofický slovník, zčásti založený na vyprávěních přednášených k pobavení společnosti na pruském císařském dvoře, a historie Filosofických listů se opakuje.
„Sotva byl slovník vytištěn, vzbudil takový rozruch mezi vzdělanci a odpor ve vládních a kněžských kruzích, že tím byl Voltaire zastrašen a neváhal své autorství zapříti. V jednom svém dopise paní de Deffand píše: »Kdybych měl být obviněn, že jsem napsal Filozofický slovník, bylo by mi lépe, kdybych se nenarodil.« A na jiném místě d'Alembertovi: »A když již mluvíme o morálce: v tom zpropadeném slovníku je jí tolik, že se třesu, aby dílo i autor nebyli upáleni přičiněním nepřátel morálky a literatury.« V září 1764 byl Filozofický slovník v Ženevě spálen rukou katovou, jako kniha bezbožná, nemorální a svatokrádežná, jež uvádí v posměch mystéria, dogmata, kázeň, autoritu božskou i lidskou atd. Rok na to byl dán papežem na index a téhož roku byl z nařízení pařížského parlamentu spálen spolu s Rousseauovými Lettres écrites de la Montagne. Když pak r. 1766 byl na hranici upálen nešťastný rytíř de la Barre pro pouhé podezření z rouhání, byl současně s ním vydán plamenům i Filozofický slovník, nalezený v jeho knihovně." Sám Voltaire upálení mladého aristokrata ostře odsoudil a usiloval o jeho posmrtnou rehabilitaci. Podobně se zastal i hugenotského obchodníka Jeana Calaise, jenž byl obžalován z vraždy vlastního syna, přestoupivšího krátce předtím ke katolictví, a roku 1762 v Toulouse lámán kolem. Voltaire odmítal trest smrti i mučení, zejména odsuzoval barbarské metody poprav, jako bylo právě upalování na hranici a lámání kolem.
V roce 1758 zakoupil Voltaire panství Ferney, které bylo ještě na francouzské půdě, ale při hranicích se Švýcarskem (s kantonem Ženeva). Zde se cítil v bezpečí, panství zvelebil, postavil ve Ferney zámek a kostel, podporoval tu hodinářský průmysl. „Od r. 1760 bydlí tu pravidelně a žije životem knížecím, hostě občas šedesát až osmdesát lidí kromě domácího služebnictva a vítaje u sebe členy evropské šlechty rodové i duchové: Voltaire jest evropskou pamětihodností, Ferney Mekkou svobodných duchů a citlivých duší; »patriarcha ferneyský« stává se předmětem kultu a středem legendy.“
Do Paříže se Voltaire vrátil až na sklonku svého života, 10. února 1778, aby dohlédl na uvedení své hry Iréne. Jeho příjezd se stal prvořadou událostí města, přivítal ho aplaudující dav. 30. března byl oslavným skandováním přijat na půdě Akademie. 30. května téhož roku pokojně a bezbolestně skonal. Jeho ostatky byly pohřbeny na půdě opatství Scellières, odkud byly přeneseny během francouzské revoluce v roce 1791 do Pantheonu, aby tam zůstaly. Roku 1814 bylo tělo ukradeno a údajně pohřbeno royalisty někde v Bercy.  Srdce uchovává Národní knihovna.

## Filozofie

### Charakteristika Voltairových názorů

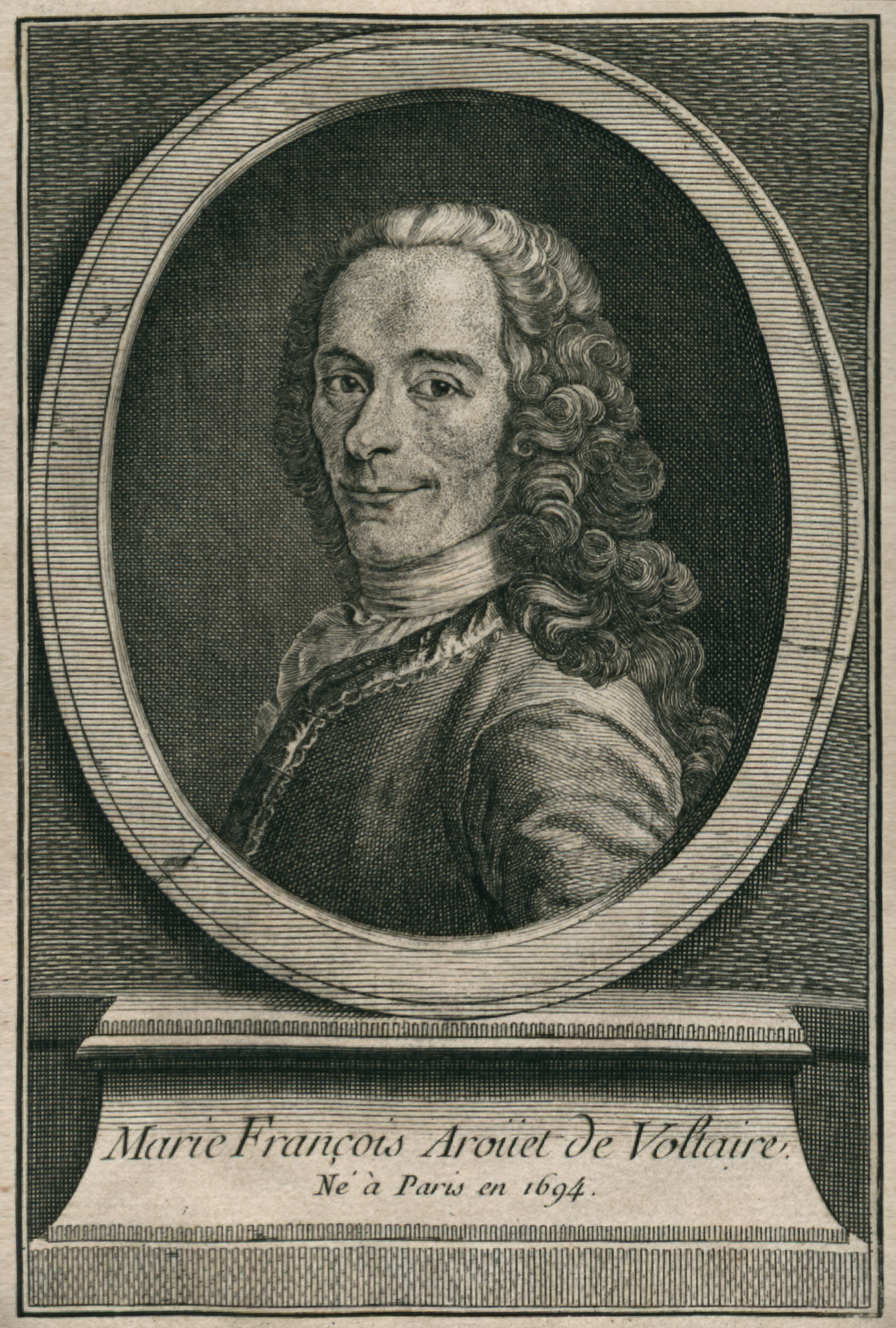
Elémens de la philosophie de Neuton, 1738

Filozoficky byl Voltaire eklektik. Voltairova filozofie se formovala pod vlivem Lockova senzualismu, Baylova náboženského skepticismu, Newtonovy fyziky a systémů Bolingbroka, Shaftesburyho i dalších anglických deistů 17. – 18. století. Je to racionalistická a naturalistická filozofie a je pro ni charakteristická i francouzská nezávislost myšlení.
Náboženským přesvědčením byl deista. Právě jeho deismus byl příčinou ostrých kritik ze strany jeho současníka, Holbacha. Jeho pohledy na svět silně ovlivnil John Locke.
- Reprezentoval humanismus a racionalismus 18. století.
- Zastával princip tolerance.
- K poznání docházíme zkušeností.
- V otázkách metafyzických byl skeptikem.[12] „Napišme na konec téměř všech kapitol o metafyzice dvě písmena, jež psali římští soudcové, když nerozuměli věci: »N. L., non liquet«, není jasno."[13]
- Člověk jako rozumná bytost je schopen díky vědě, technice, kultuře a správnému společenskému řádu vést svůj osud k lepší budoucnosti.
- Spravedlnost je hodnota univerzální, nadřazená jednotlivým kulturám.
- Ctnost, neboli sklon k činění dobrého, pochází z individuálních potřeb člověka a jeho zájmů uvnitř společnosti. Náboženskou představu „Absolutního Dobra“ však označuje za ekvivalent „absolutního ragú“.
- Byl spíše odpůrce absolutismu a zastáncem konstituční monarchie

### Voltaire o Bohu a náboženství

#### Voltairovo pojetí Boha
Voltaire bývá označován za jednoho z největších bezbožníků. „Bezbožství Voltairovo nezakládá se výhradně ... na víře v rozum a na principu vědy. Pochází z jeho povahy dychtící po požitcích, je dědicem epikurejské tradice, která od 15. století a během 17. století hájí pud rozkoše proti křesťanství. Náboženství, které činí překážky přírodě, které touhu a potěšení označuje jako hříšné, činí naň dojem nestvůrného nesmyslu.“
Voltairovo dílo bylo od počátku školou nevážnosti a nevěry. Už v jeho tragédii Oidipus (Oedipe, 1718) jsou verše: „Nejsou kněží tím, co hloupý dav v nich vidí,
jich celou sílu dělá jen důvěřivost lidí.“
Tragédie Mohamed (Mahomet, 1741) vyzněla jako útok na náboženství vůbec, bez ohledu na jméno jeho proroka, a z děje se dalo usuzovat, že každé náboženství se zakládá na prohnanosti jedněch a hlouposti druhých.
Přesto Voltaire nebývá označován za ateistu, ale za deistu. V „Pojednání o metafyzice“ (Traité de métaphysique, 1734) dospěl k závěru, že „jsme-li toho mínění, že je Bůh, narážíme na obtíže, ale při opačném mínění docházíme k absurdnostem". Existuje cosi věčného; předpokládáme tvůrce všeho, uspořádání světa vyžaduje pořadatele. Ale vlastnosti Boží už tak zřejmé nejsou, nevíme, zda je nekonečný, všudypřítomný atd. Musíme tedy přiznat, že povahu Boha neznáme, a o tom, jaký jest Bůh a jaký je jeho poměr ke světu, nic nevíme. Nemáme žádnou přiměřenou představu o božství a jsme neustále v nebezpečí, že budeme Bohu přisuzovat lidská určení. Na tomto základě Voltaire odmítá teologické diskuse, protože to jsou diskuse o nedokazatelných spekulacích. V práci „Dialogy mezi A, B a C neboli ABCda" (L’A, B, C, ou dialogues entre A, B, C; 1769) Voltaire píše: „Věřím, že je rozumná bytost, tvořivá moc, Bůh. Ve všem ostatním tápu v temnotách.“
Voltaire nikdy nedokázal uvěřit ani v existenci, ani v nesmrtelnost lidské duše. V „Pojednání o metafyzice" (Traité de métaphysique, 1734) napsal: „Neujišťuji, že mám přísný důkaz proti duchovnosti a nesmrtelnosti duše; ale všechny pravděpodobnosti mluví proti tomu a je stejně nespravedlivé a nerozumné požadovat přísný důkaz v otázce, která připouští jen dohady.“ Dle profesora Kopala „Voltaire sice někdy mluvil o posmrtném životě, ale uznával víru v něj jako hypotézu užitečnou pro druhé. Sám se bez ní obešel.“

#### Náboženství jako uzda v tlamě smyslného davu
Voltaire byl nesmiřitelným nepřítelem dogmat, obřadů, zjevených náboženství, to vše zahrnoval pod potupným jménem „pověra“. Ve „Filozofickém slovníku“ (Dictionnaire philosophique portatif, 1764) napsal: „Téměř vše, co sahá za hranice uctívání Nejvyšší bytosti a podřízení se jejímu věčnému řádu, jest pověra.“ Náboženství považoval za výtvor lidský, dílo podvodných proroků a kněží. Prudce útočil na katolicismus a jeho dogmata. Poukazoval na rozpory v bibli a tím dokazoval její nevěrohodnost. Na kněze se díval s despektem. Jsou nástrojem tyranie, strůjcem krvavých náboženských válek. Kněží nepovznášejí lid mravně, nýbrž jej ohlupují.
To však neznamená, že by odmítal jakékoliv náboženství.
„Chceme náboženství, ale náboženství prosté, moudré a vznešené.“ Při posuzování náboženství se projevuje primát praxe, charakteristický pro Voltairovo myšlení. Náboženství je podle Voltaira akceptovatelné pouze potud, pokud je ve shodě s morálkou a pokud je stejně obecné jako ona; náboženské představy, které odporují morálce, je tedy třeba odmítnout. Proto vysoce oceňoval čínský konfucianismus. V práci „Nevědomý filozof" (Le Philosophe ignorant, 1766) píše: „Nikde nebylo ctění Boha tak čisté a svaté jako v Číně ... Nemluvím o lidových sektách, nýbrž o náboženství císařů, tribunálů a všeho toho, co není lidem. ... Počítají často velkého Kung-Fu-Tse, kterého nazýváme Konfucius, mezi starobylé zákonodárce, mezi zakladatele náboženství; to je velký omyl. Kung-Fu-Tse ... nikdy neustanovil žádný kult ani rituál, nikdy o sobě neřekl, že je inspirovaný nebo že je prorok. Pouze sebral do jedné sbírky starobylé morální zákony. ... Doporučuje dobro: »Jednej s druhým tak, jak chceš, aby jednali s tebou.«“
Voltaire odmítal ateismus, ale z hlediska morálky se mu jevil ateismus méně nebezpečný než fanatismus, který vyrůstá z víry ve zjevení. Ve „Filozofickém slovníku" (Dictionnaire philosophique portatif, 1764) napsal: „Fanatismus je rozhodně tisíckrát zhoubnější, neboť ateismus nevnuká vražedných vášní, kdežto fanatismus je vnuká; ateismus nestaví se proti zločinům, avšak fanatismus je páše.“
Rozhodnutí mezi vírou v Boha a ateismem provádí Voltaire z praktického hlediska. V zájmu morálky, spravedlnosti a státního řádu je nutno lidem vštípit víru v Boha, a to v Boha, který odměňuje a trestá. V práci „Pojednání o snášenlivosti" (Traité sur la tolérance, 1763) píše: „Lidské pokolení se vyznačuje takovou slabostí a takovou mravní zkažeností, že by pro ně bylo nepochybně prospěšnější, aby bylo spoutáno nejrůznějšími pověrami, ovšem ne takovými, které by vedly k vraždám, než aby žilo bez náboženství. Člověk vždy potřeboval mít uzdu; ... Všude, kde lidé žijí ve společenství, je náboženství nezbytné; zákony chrání před zločiny obecně známými, náboženství pak před zločiny skrytými." A ve „Filozofickém slovníku" napsal: „Je tedy naprosto nutno pro panovníky i pro národy, aby představa o Nejvyšší Bytosti, tvořící, spravující, odměňující a trestající, byla hluboce vryta do mysli všech.“
Vlivem Bolingbrokovým chápal Voltaire osvícenství aristokraticky, neboť nevěřil v možnost vzdělání lidu. „Na prostý lid se díval pohrdavě. Mluví o něm často jako o nevzdělané holotě, »canaille«, to je sběři a luze, která – jak napsal Damilavillovi – »má být jen vedena, a ne vzdělávána«". „Podle mého názoru nejlepší služba, kterou lze lidstvu prokázat, je oddělit navždy hloupý lid od vzdělanců. Nelze strpět opovážlivost těch lidí, kteří tvrdí: Chci, abyste smýšlel jako váš krejčí a vaše pradlena“, píše Voltaire d'Argentalovi roku 1765."
A právě pro lid je dle Voltaira náboženství nezbytně nutné. „Chci, aby můj správce, můj krejčí, lokaj a má žena věřili v Boha; myslím si, že budu méně okrádán a méně podváděn", píše Voltaire v práci „Dialogy mezi A, B a C neboli ABCda" (L’A, B, C, ou dialogues entre A, B, C; 1769). V práci „Bůh a lidé" (Dieu et les hommes, 1769) napsal: „Žádná společnost nemůže existovat bez spravedlnosti; hlásejme proto spravedlivého Boha. Zatímco zákon státu trestá známé zločiny, hlásejme Boha, který bude trestat neznámé zločiny. Filozof může být spinozistou, když chce – ale státník nechť je theistou." Ateistická společnost by byla možná jen tehdy, kdyby byla složena z filozofů, kteří dbají zákonů z důvodu rozumového nahlédnutí o jejich prospěšnosti. Prostí lidé se však nikdy filozofy nestanou. „Pochybuji, že bude tato třída občanů mít někdy čas se vzdělávat, umřeli by dříve hladem, než by se stali filozofy", píše Damilavillovi.
Profesor Drtina výstižně napsal, že dle Voltaira má být náboženství uzdou v tlamě smyslného davu. Voltaire sám Boha nepotřebuje, ale „jeho krejčí ano, aby ho neokrádal. Voltaire snížil prostě náboženství na policejní prostředek." Dle známého Voltairova bonmotu „kdyby Bůh neexistoval, museli bychom jej vymyslet". „John Gray píše, že pro Voltaira byla moderní společnost neslučitelná s mocnou církví a kultem mystérií, na nichž je založeno křesťanství. Moderní společnost měla být společností laiků, ale neměla být zbavena základního náboženského citu. »„Velká část jeho díla spočívá ve snaze vynalézt náboženství pro moderní lidi.«“

#### Boj proti křesťanství
Voltaira velmi tížil špatný, ba hanebný stav tehdejší francouzské společnosti. Dle profesora Richarda H. Popkina „velký díl zla připisoval náboženské tradici a institucím, které ovládaly výchovu a kulturní život Francie. Původ problému vysledoval ke křesťanské víře, k jejím institucím a k jejímu původci, starověkému judaismu. Voltaire zobrazoval biblické náboženství po historické i teologické stránce jako zdroj chorob, které postihly evropské lidstvo. Biblické dějiny, zvláště starozákonní, popisoval jako skandální zachycení nelidské nemravnosti, pověrčivého nevědomého přístupu ke světu a uctívání antropomorfní modly ... Nelítostně tepal náboženské stanovisko Bible. Teology chápal jako původce racionalizované a institucionalizované verze této podivné, zlovolné starověké nauky, kteří ji využili k ovládnutí a manipulaci lidu.“
Voltairův boj proti křesťanství vyvrcholil v době jeho pobytu ve Ferney (po roce 1758), kde se cítil dost v bezpečí. Tento boj vede nyní Voltaire mnohem důsledněji a odvážněji. Útočí na Bibli, na evangelia, na jejich autentičnost a hodnověrnost. Provádí kritiku historickou a filologickou a snaží se řešit otázky: Jak vznikla, jak se utvořila Bible? Jaká je komposice knih, z nichž jest složena? Kdy jednotlivé knihy vznikly? Jaká je relativní hodnota a autorita různých redakcí? Voltaire tak nastolil mnohá témata, která se pak stala předmětem vědecké historické kritiky Bible a náboženství v XIX. stol. Dle Voltaira v křesťanství není nic původního, je to odvar východních náboženství. Křesťanství vzniklo uprostřed luzy jako tkanivo nesmyslů určených pro nízký dav, který v počátcích tvořil církev. Ve Voltairově kritice Bible, zejména Starého zákona, se též projevuje jeho pohrdavý a štítivý odpor proti Židům, které považoval za málo vzdělaný a pověrečný arabský kmen.
Již v roce 1762 vydal Voltaire Testament de J. Meslier [Závěť J. Mesliera]. Šlo o spis Jeana Mesliera (1664–1729), katolického kněze, který se odřekl křesťanské víry a ve své „Závěti" vyvrací křesťanství. Voltaire si tohoto spisu velmi cenil. „Je to dílo, bez něhož se neobejdou démoni, výtečný katechismus Belzebuba", píše hraběti d'Argental. D'Alembertovi napsal: „Svědectví faráře, který umíraje prosí Boha za odpuštění, že hlásal křesťanství, může prokázat velikou službu volnomyšlenkářům." A v dopise Marmontelovi píše: „To dílo na mne vždycky silně působilo. Lidé by je měli znát... Musíme sloužit rozumu ze všech sil; je to náš král a má dosud mnoho nepřátel v Paříži."
Kritice křesťanství věnoval v tomto období zejména následující práce: Sermon des cinquante, 1762 [Kázání padesáti]; Saiil, 1763 [Saul]; Dialogue du chapon et de la poularde, 1763 [Rozhovor kapouna a pularda]; Questions sur les miracles (1765) [Otázky o zázracích]; Examen important de Milord Bolingbroke, 1767 [Důležité zkoumání mylorda Bolingbroka]; Le Dîner du Comte de Boulainvilliers (1767) [Oběd u hraběte de Boulainvilliers]; Dieu et les hommes, 1769 [Bůh a lidé]; Collection d'anciens Évangiles, 1769 [Sbírka starých evangelií]; La Bible enfin expliquée, 1776 [Bible konečně vysvětlená]; Un Chrétien contre six Juifs, 1776 [Jeden křesťan proti šesti Židům]; Histoire de l’établissement du christianisme, 1777 [Dějiny vzniku křesťanství]. Křesťanství ovšem kritizoval i ve Slovníku filozofickém (Dictionnaire philosophique portatif, 1764) a v dalších pracích.
Ty práce, které byly silně protikřesťanské, Voltaire nepodepisoval svým jménem, používal četných pseudonymů. Jeden ze životopisců vypočetl 37 pseudonymů, jimiž se maskoval. Mnozí ovšem poznali jeho autorství, ale Voltaire to důrazně popíral; nikoho to však zpravidla neoklamalo. Mnoho z těchto spisů bylo odsouzeno ke spálení.
Dle profesora Weischedela „Voltairovým hlavním protivníkem je církev. Nikdy není unaven dokazováním podivností křesťanského učení, »nebezpečného obrazu svatých lží, jimiž je země naplněná«. Církev ukazuje místo rozumného Boha »monstrum, které musíme nenávidět«. »Bůh stvořil svět a pak ho utopil, ale ne proto, aby vytvořil lepší pokolení, nýbrž proto, aby ho zabydlel loupežníky a tyrany. A potom, co utopil otce, zemřel pro jejich děti, ovšem bez úspěchu, ale potrestal stovky národů za nevědomost o své smrti na kříži, v níž je přece sám udržoval.« »Tento Vládce, který má to, co se nazývá spravedlností, v rozmařilé plnosti, tento Otec, který své děti nekonečně miluje, tento Všemohoucí stvořil prý tyto bytosti podle svého obrazu, aby je hned nato nechal uvést zlým duchem do pokušení a tomuto pokušení je nechal podlehnout, aby pak tyto bytosti, které stvořil jako nesmrtelné, nechal umřít a aby jejich potomstvo zahrnul neštěstím a zločinem? A to ještě není ten nejvíce pobuřující rozpor pro náš nechápající rozum. Jak může Bůh, který později spasil lidský rod smrtí svého jediného Syna, nebo přesněji, protože se sám stal člověkem a za lidstvo umřel, jak tedy může vystavit svou vlastní smrtí skoro celý lidský rod hrůzám věčného trápení? Jestliže posuzuje toto učení filosof, pak je pro něj zajisté obludné a odpuzující. Neboť dělá z Boha zlo samo.« To jsou dva příklady z mnoha. Voltaire se snaží strhnout křesťanskému učení masku jakožto pověře. Ta podle něj vládla celé církevní dějiny. »Pověra, vzniklá v pohanství a převzatá židovstvím, zamořila křesťanskou církev od samého počátku.« Je »směšná a hodná opovržení«, »nejhorší nepřítel čistého uctívání, které jsme dlužni Nejvyšší bytosti«.“
V dopisu pruskému králi píše Voltaire v lednu 1767: „Dokud budou darebáci a hlupáci, budou i náboženství. Naše je nepochybně nejsměšnější, nejabsurdnější a nejkrvavější, které kdy nakazilo svět." Voltaire tvrdil, že „křesťanské náboženství stálo lidstvo více než sedmnáct milionů lidských životů, počítáme-li jeden milion za století". Dle Voltaira je i islám lepší náboženství než křesťanství. Voltaire nepopírá agresivitu islámu v době jeho vzniku, „avšak pro pozdější období chválí jeho toleranci. To se zřejmě zakládá na faktu, že islám v zemích, které si jeho vyznavači podrobili, činil na jinověrce většinou jen hospodářský nátlak. Na rozdíl od něj podle Voltaira křesťanství, které bylo zpočátku šířené v pokoře a pokoji, se stalo později tím nejméně tolerantním a nejbarbarštějším. Ono také zavedlo náboženské války, které jsou charakteristické nikoli pro pohanství, nýbrž pro křesťanství.“
Spolu s tažením proti křesťanství vede Voltaire boj s fanatismem, s náboženskou nesnášenlivostí. S tímto bojem jsou spojeny známé a snad i nejzáslužnější Voltairovy práce, které napsal na obranu obětí fanatismu a nesnášenlivosti: Traité sur la Tolérance, à l’occasion de la mort de Jean Calas, 1763 [Pojednání o snášenlivosti napsané u příležitosti smrti Jana Calase]; Relation de la mort du chevalier de La Barre, 1766 [Zpráva o smrti rytíře de La Barre]; La méprise d'Arras, 1771 [Omyl arrasský]; Prix de la Justice et de l´Humanité, 1777 [Cena spravedlnosti a lidskosti].
I když Voltaire nehlásal ateismus a uznával i potřebnost obrozeného, rozumného náboženství pro lid, přece jen značně přispěl k otřesení pozic náboženské víry. Dle profesora Lansona „on učil nevěřiti, zvláště však zacházeti s vírou jako s hloupostí a s věřícím jako s hlupákem. ... V hnutí rozumovém směřuje Voltaire hlavně ku rozšíření nevěry od nejhořejších až ku nejdolejším vrstvám společnosti francouzské. Šlechta byla událostmi přivedena nazpět k víře. Ale měšťanstvo zůstalo v celku voltarianským a lid se jím stal. Je to skutečně Voltaire, který u nás zabil náboženství ..."

#### Katolík Voltaire
Voltaire se narodil jako katolík a studoval na koleji, která byla řízena jezuity. Formálně byl až do smrti příslušníkem katolické církve, exkomunikován nikdy nebyl. Ve Ferney dal vybudovat nový kostel, protože starý byl již zchátralý. Z vděčnosti za služby, které Voltaire prokazoval kapucínům v Gexu, svým sousedům, s nimiž dobře vycházel, zaslal generál řádu svatého Františka Voltairovi diplom, kterým ho jmenoval „čestným kapucínem“. Voltaire se pak v dopisech občas šibalsky podepisoval „fráter Voltaire, nehodný kapucín“.
Navenek Voltaire plnil povinnosti katolického křesťana, už proto, aby po smrti mohl mít řádný pohřeb. O Velikonocích chodil ke svatému přijímání a dával se zaopatřit, kdykoli se povážlivě roznemohl. Když jednou taková zpověď pohoršila jeho přátele, odpovídá na to v dopisech takto: „Co jsem učinil letos, učinil jsem již častěji, a dá-li Bůh, budu činit i napříště. Co jiného zbývá mudrcům, obklopeným barbary? Jsou chvíle, kdy je nutno napodobit jejich posunky a mluvit jejich jazykem.“ „Nelze lépe projevit opovržení k takovým komediím než hrát v nich; kdo se jich straní, dává najevo, že se jich bojí.“ „Kdybych měl sto tisíc mužů, vím dobře, co bych udělal, ale protože je nemám, budu chodit o Velikonocích k přijímání a nazývejte si mě pokrytcem, jak chcete." Jeho životopisec Orieux uvádí tuto příhodu: „Když se ho jeho sekretář Wagnière ptal, co by udělal, kdyby žil ve Španělsku pod dohledem a ve spárech inkvizice a chtěl si zachovat život, odpověděl: »Obstaral bych si velký růženec, chodil bych každý den na mši, líbal bych rukávy všech mnichů a pokoušel se zapálit všechny jejich kláštery.»“
Ve spisech, které publikoval pod vlastním jménem, Voltaire dogmata katolické věrouky neodmítal, spíše je ironizoval a nepřímo zpochybňoval. Otevřeně protikřesťanské spisy nevydával pod svým jménem a popíral, že je jejich autorem. Přesto byl jeho kritický postoj k církvi a ke katolické věrouce dobře znám. V době, když už byl na smrt nemocen, podnikl proto Voltaire další kroky ke smíření s církví. Odůvodňoval to tím, že nechce, aby byl pohřben jako pes, aby jeho tělo hodili na mrchoviště. Dne 27. 2. 1778 se k němu dostavil kněz, kterého přivolal, a Voltaire podepsal před svědky odvolání, které na něm požadovala církev, a vyzpovídal se. Ke svatému přijímání však nepřistoupil a dle jednoho svědectví to odůvodnil slovy: „Pane abbé, uvědomte si, že plivu krev a že si musíme dát pozor, aby se moje krev nesmísila s krví Pána Boha.“ Někteří životopisci též uvádějí, že řekl: „Je nutno, aby každý zemřel v náboženství svých otců. Kdybych žil na březích Gangy, přál bych si zemřít s kravským ocasem v ruce.“
Den před smrtí, dne 29. 05. 1778, se k jeho lůžku znovu dostavili kněží a přinesli s sebou důkladnější odvolání, než bylo to první, a zároveň veřejnou omluvu a podrobné vyznání víry. K podpisu těchto dokumentů však nedošlo; Voltaire již nebyl zcela při smyslech a říkal různé nesouvislé věty. Když se ho kněz ptal, zda uznává božský původ Ježíše Krista, odpověděl mu prý Voltaire takto: „Ježíš Kristus? Ježíš Kristus? Nechte mě umřít v klidu!“
Kolem Voltairovy smrti koluje mnoho pověstí, většinou asi zcela nepodložených. Abbé Depery například tvrdil, prý na základě vyprávění očitého svědka, že Voltaire viděl u své postele ďábla a že křičel jako opravdový zatracenec: „Je zde, chce se mě zmocnit, vidím peklo...“ Kněžím údajně nebylo dovoleno vstoupit do jeho pokoje.
Voltaire zemřel dne 30. 5. 1778. Jeho synovci požádali církevní úřady, aby mu byl povolen katolický pohřeb; poukazovali na jeho odvolání a na zpověď. Církevní představitelé však byli toho mínění, že tyto úkony nemínil Voltaire zcela vážně, a křesťanský pohřeb odepřeli; příslušný farář od Svatého Sulpicia odmítl provést církevní obřady. Král Ludvík XVI. nechtěl zasáhnout a prohlásil, že „nezbývá nic jiného, než ponechat rozhodnutí kněžím“.
Protože byla obava, že ani biskup annecyský, pod kterého spadala církevní správa ve Ferney a s nímž měl Voltaire spory, nepovolí pohřeb na ferneyském panství, rozhodl se syn Voltairovy sestry, abbé Mignot, pro jiné řešení. Ostatky Voltairovy byly převezeny do cisterciáckého kláštera ve Scellières u Troyes, jehož byl abbé Mignot obročníkem, a převor tohoto kláštera vykonal pohřební obřad. Proti pohřbu protestoval arcibiskup pařížský u biskupa v Troyes a ten převora sesadil (Voltairovi synovci pak převora finančně odškodnili). Biskup původně požadoval též exhumaci těla, ale k tomu nedošlo. Exhumace byla provedena až v roce 1791, kdy byly Voltairovy ostatky přeneseny do Pantheonu.
Voltairovy myšlenky a snahy o vytvoření náboženství, které by bylo založeno na rozumu, částečně inspirovaly tvůrce nových náboženství v době Velké francouzské revoluce: kultu Rozumu a kultu Nejvyšší bytosti.

### „Nesouhlasím s tím, co říkáte, ale až do smrti budu hájit Vaše právo to říkat.“
Nepochybně je to jeden z nejvíce citovaných „výroků“ Voltaira. Nejde však o citát autentický, není totiž známa žádná Voltairova písemnost, ve které by byla zmíněná věta uvedena. Ve skutečnosti pochází z anekdoticky psaného Voltairova životopisu, z knihy The Friends of Voltaire (Přátelé Voltaira), která byla publikována v roce 1906 a jejíž autorkou byla S. G. Tallentyre; šlo o pseudonym, skutečnou autorkou knihy je anglická spisovatelka Evelyn Beatrice Hall (1868—1956). Touto větou („I disapprove of what you say, but I will defend to the death your right to say it“) chtěla vyjádřit Voltairův postoj k nesnášenlivosti. „Citát" byl později přeložen do francouzštiny („Je ne suis pas d'accord avec ce que vous dites, mais je me battrai jusqu'à la mort pour que vous puissiez le dire“) a do dalších jazyků.
Uvedený „výrok“ má ještě jednu podobu, a to: „Pane abbé, nenávidím to, co píšete, avšak položím život za to, abyste to mohl dál psát.“ („Monsieur l'abbé, je déteste ce que vous écrivez, mais je donnerai ma vie pour que vous puissiez continuer à écrire“). S touto verzí přišel v roce 1963 Norbert Guteman v knize A Book of French Quotations. Guteman tvrdil, že uvedenou větu napsal Voltaire v dopisu abbému Le Riche (psáno i Leriche) dne 6. února 1770. Dopis opravdu existuje a byl mnohokrát otištěn. Lze se tedy snadno přesvědčit o tom, že v něm zmíněná věta není.
Apokryfní citáty se snaží vystihnout Voltairovo pojetí svobody projevu. Mohou být vnímány jako resumé či parafráze autentického výroku, který Voltaire napsal o Helvétiovi v díle Questions sur l'Encyclopédie [Otázky k Encyklopedii]: „Měl jsem rád autora knihy O duchu. Byl lepší než všichni jeho nepřátelé. Nikdy jsem nepodporoval jeho omyly a otřelé pravdy, které okázale odříkává. Zastal jsem se ho [však] vší silou, když ho absurdní lidé za tyto pravdy odsoudili.“ („J’aimais l’auteur du livre de l’Esprit. Cet homme valait mieux que tous ses ennemis ensemble; mais je n’ai jamais approuvé ni les erreurs de son livre, ni les vérités triviales qu’il débite avec emphase. J’ai pris son parti hautement quand des hommes absurdes l’ont condamné pour ces vérités mêmes.")
Neautentické „citáty“ vznikly zřejmě z potřeby vystihnout krátce a jednoznačně Voltairovo stanovisko k intoleranci. Voltaire napsal proti náboženskému fanatismu a nesnášenlivosti řadu spisů, ale skutečné citáty z nich zpravidla nejsou tak stručné, jasné a patetické. Známé je např. jeho Pojednání o snášenlivosti (Traité sur la tolérance, 1763), dostupné i v českých překladech, kde Voltaire mj. napsal: „Příroda říká všem lidem: Nechala jsem vás všechny narodit slabé a nevědomé, abyste živořili pár minut na zemi a abyste ji pohnojili svými mrtvolami. Když jste slabí, podporujte se, když jste nevědomí, poučujte se a buďte k sobě shovívaví. Kdybyste byli všichni stejného smýšlení, což se jistě nestane nikdy, a kdyby byl pouze jediný člověk smýšlení opačného, bylo by vaší povinností mu odpustit; neboť právě já způsobuji, že smýšlí tak, jak právě smýšlí. Dala jsem vám ruce, abyste vzdělávali zemi, a jiskřičku rozumu, která by vás vedla; do vašich srdcí jsem vložila zárodek soucitu, abyste si navzájem pomáhali snášet život. Nezaduste tento zárodek, neporušte jej; vězte, že pochází od Boha, a nenahrazujte volání přírody ubohým školáckým běsněním.“

## Dílo

### Spisy
Napsal přes padesát literárních děl: povídek, románů, divadelních her, lyrických i epických básní, filozofických úvah, esejí a historických studií.
Mnoho Voltairových prací zařadila církev na Index zakázaných knih (Filozofický slovník, Filozofické listy, Pojednání o snášenlivosti, Pannu Orleánskou, Candide, Století Ludvíka XIV. a další).
Z jeho rozsáhlého literárního díla je dnes nejznámější a nejpřekládanější román Candide aneb Optimismus, představitel žánru „filosofické povídky“, typické pro francouzské 18. století. Velmi ceněné jsou i satiry a filosofické eseje na politická, historická, vědecká a morální témata, stejně jako jeho rozsáhlá korespondence. Sám Voltaire považoval za své nejlepší dílo básnickou skladbu Panna Orleánská, groteskní, historicky a filosoficky fundovaný epos vydaný pod pseudonymem abbé Trithéme.
Pojem voltairiánství označuje jemnou ironii, kterou jeho tvorba dýchá. Sám literárně (především ve vrcholném díle Panna Orleánská) navazuje na tradici Lúkiana ze Samosaty a Lodovica Ariosta; ovlivňuje velké množství autorů. Mezi jinými G. G. Byrona (Don Juan), Anatola France (Ostrov Tučňáků), z moderních Sinclaira Lewise (Elmer Gantry) nebo Josefa Svatopluka Machara (Boží bojovníci).

### České překlady
Uvádíme některá novější vydání:
- VOLTAIRE. Candide. Přeložil Radovan Krátký. V Praze: Nakladatelství XYZ, 2007, 204 s. ISBN 978-80-7388-002-6.
  - Filozoficky orientovaná novela, jež podává všestranný obraz 18. století. Voltaire dává Candidovi, naivnímu mladému muži, obcovat s filozofy, poznávat vojska, války, inkvisice, panství jesuitů v Paraguayi, krádeže, smilstvo, zřízení některých zemí, aby ukázal nesmyslnost a zvrácenost uspořádání světa. Candide je jedno z největších a nejlepších Voltairových děl. Je v něm zesměšněna Leibnizova filozofie přehnaného metafysického optimismu („tento svět je nejlepší z možných“) tím, že je konfrontována se sociální skutečností. Novela vyznívá jako rozhodný protest proti životnímu zlu.
- VOLTAIRE a KOPAL, Josef, ed. Romány a povídky. 1. vyd. v SNKLHU. Praha: Státní nakladatelství krásné literatury, hudby a umění, 1960. 546 s. Knihovna klasiků. Spisy Voltairovy; sv. 1.
  - Z beletristického díla Voltairova, které formou pohádek, orientálních a dobrodružných příběhů kritizuje stav společnosti 18. století, jsou do svazku zařazeny tyto rozsáhlejší práce: Zadig, Candide, Prosťáček, Babylónská princezna, Mikromegas, Uši hraběte z Chesterfieldu a kaplan Goudman. Připojeno je 12 povídek.
- VOLTAIRE a KOPAL, Josef, ed. Zaira; Verše; Výběr z prací dějepisných; Korespondence. 1. vyd. v Odeonu. Praha: Odeon, 1974. 308, [5] s. Voltaire: Spisy; Sv. 2. Knihovna klasiků.
  - Svazek obsahuje proslulou tragédii Zaira, lokalizovanou do Jeruzaléma doby křížových válek, v níž zaznívají ozvuky na zápletku ze Shakespearova Othella; výbor z básnického díla; výběr z dějepisných prací, reprezentovaný studií Století Ludvíka XIV., v níž autor tento věk po diskreditaci v první polovině 18. století rehabilituje, a spisem Esej o mravech a duchu národů; a posléze korespondenci, která přibližuje Voltairův lidský profil.
- VOLTAIRE. Panna. Přeložil Radovan Krátký. 1. vyd. v SNKLU. Praha: SNKLU, 1963. 338, [5] s. Nesmrtelní; Sv. 64.
  - Slavný pamflet (veršovaná satira) na církví vytvořenou legendu o panenství Jany z Arcu, panny Orleánské, která jediná svou neposkvrněnou čistotou mohla zachránit před Angličany Orleans a pak i bojovat za osvobození celé Francie. Voltaire přirozeně vydatně rozeznívá strunu erotiky, jak to už dovoluje a přímo žádá sám námět, ale především různými situacemi, do nichž uvádí přísnou strážkyni „toho nejcennějšího, co dívka má“, zesměšňuje svatozář, vytvořenou kolem ní právě církví, a pošetilost těch, kdo jsou ochotni jí věřit.
- VOLTAIRE. Filosofický slovník: čili rozum podle abecedy. Přeložila Emma Horká. Podle prvního vydání nakladatelské společnosti Jana Laichtera z roku 1929. Praha: Votobia, 1997, 277 s. ISBN 80-7220-061-5.
- VOLTAIRE, François Marie. Výbor z díla. Překlad Hana Horská. Vyd. 2. Praha: Svoboda, 1989. 246 s. Filozofické dědictví. ISBN 80-205-0009-X.
  - Kromě vybraných hesel z Filozofického slovníku a ukázek z Pojednání o metafyzice a z Elementů Newtonovy filozofie, obsahuje výbor výňatky z Myšlenek o vládě a ze Závěrů z dějin, které seznamují s Voltairovými názory filozoficko-historickými, náboženskými a politickými. Ukázky jsou doplněny úvodní studií o Voltairově životě a o významu jeho díla.
- VOLTAIRE. Voltaire: myslitel a bojovník. 1. svazek. Filosofie [a] náboženství. Vyd. 1. Praha: Státní nakladatelství politické literatury, 1957. 599 s.
  - První svazek je uveden studií Ivana Svitáka „Humanista Voltaire" (str. 5–104) a dále obsahuje Voltairovy stěžejní filosofické práce: Filosofické (neboli Anglické) listy, Pojednání o metafysice, Výklad knihy o základech fysiky, Báseň o pohromě lisabonské v r. 1755, Nevědomý filosof, Je třeba se rozhodnout, vybraná hesla z Filosofického slovníku a Dialogy mezi A, B a C. Voltaire v nich informuje o hospodářských a politických poměrech v soudobé Anglii, vyslovuje své názory na různé filosofické, náboženské a přírodovědecké problémy a seznamuje s předními představiteli filosofie a vědy 17. a 18. století.
- VOLTAIRE. Voltaire: myslitel a bojovník. 2. svazek. Církev, stát a právo. Vyd. 1. Praha: Státní nakladatelství politické literatury, 1957. 513 s.
  - Druhý díl výboru obsahuje díla brojící proti náboženskému fanatismu a justičním vraždám (Pojednání o snášenlivosti, Zpráva o smrti rytíře de la Barre, Omyl arraský, Cena spravedlnosti a lidskosti), některé práce historické (Republikánské myšlenky ženevského občana, Poznámky, jež doplňují Essay o mravech a duchu národů), díla národohospodářská (Rozmluva filosofa s ministrem financí), díla zamýšlející se nad vývojem církve a jejím vztahem ke státu (vybraná hesla z Filosofického slovníku) i nad společenským významem umění (Rozmluva pana intendanta drobných zábav královských s abbé Grizelem). – Výbor ukazuje Voltaira jako předbojovníka francouzské revoluce, který se postavil proti hlavním překážkám, jež stály v cestě kritickému rozumu: proti dogmatismu v myšlení a proti despocii v politice.
- VOLTAIRE a André MAUROIS. Nesmrtelné stránky z Voltaira: jak je vybral a vysvětlil André Maurois. Přeložila Eva Formanová. Praha: Fr. Borový, 1948. 133 s.
- VOLTAIRE, François Marie. Všetečné a bezbožné otázky nábožného doktora theologie Zapaty. Přeložil Karel Pelant. Praha: Volná myšlenka, 1910. 26 s.

### Díla dostupná online
- VOLTAIRE. Některé pověsti. Překlad Karel Havlíček Borovský. Praha: J. Otto, 1905. 175 s. Dostupné online. S předmluvou Z. V. Tobolky.
- EVELYN BEATRICE HALL. The Friends of Voltaire. London: Smith, Elder & Co., 1906. 303 s. Dostupné online.